# 七歩蛇

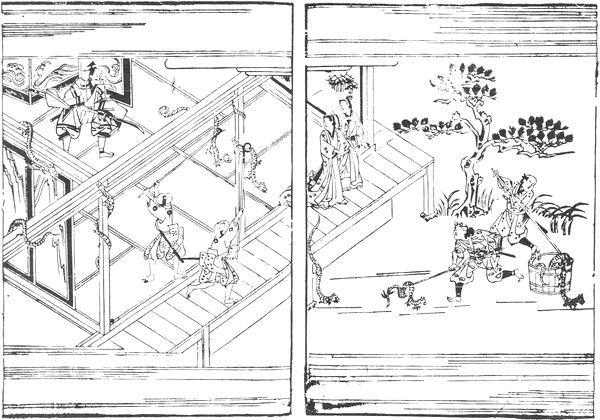
浅井了意『伽婢子』巻之十一、「七歩蛇の妖」

七歩蛇（しちほだ、しちふじゃ）は日本に伝わる妖怪。

## 概要
浅井了意の怪異小説集『伽婢子』の中で、京都東山に出現したとされる奇怪な蛇の一種。
体長4寸（約12センチメートル）ほどの小さい蛇だが、姿形は龍そっくりで、4本の足がある。色は真っ赤で鱗の間が金色に光り、耳は立っている。
この蛇に噛まれた者は、その猛毒により7歩歩かぬ内に死んでしまうので、「七歩蛇」という名前がつけられたという。
東山西の麓にある浦井という屋敷で、何匹もの奇怪な蛇が出現したのを退治したところ、ある日庭の木々が次々に枯れて倒れ、庭石も砕け散り、砕けた石の下からこの七歩蛇が出てきたとされる。